# Eleonore Schrader
Eleonore Schrader (* 3. April 1952) ist eine ehemalige deutsche Fußballspielerin.

## Karriere

### Verein
Schrader gehörte dem VfR Eintracht Wolfsburg in der Staffel Ost der Landesliga Niedersachsen innerhalb des Niedersächsischen Fußballverbandes an.
Als Niedersachsenpokal-Sieger 1983 war ihre Mannschaft als Teilnehmer für den Wettbewerb um den DFB-Pokal qualifiziert. Nachdem sie mit ihrer Mannschaft erfolgreich das Achtel-, Viertel- und Halbfinale gestalten konnte, gehörte sie der Mannschaft an, die am 31. Mai 1984 im Frankfurter Waldstadion vor 10.000 Zuschauern der SSG 09 Bergisch Gladbach gegenüberstand. Petra Bartelmann und Gaby Dlugi-Winterberg sorgten mit ihren Toren zum 1:0 in der 28. und zum 2:0 in der 78. Minute für den Sieg der Mannschaft aus Bergisch Gladbach.
In der 1986 noch unter dem Namen Oberliga Nord (bis 1994) gegründeten höchsten Spielklasse in Norddeutschland war sie mit ihrem Verein durchgängig bis zum Saisonende 1989/90 vertreten. Das erste Mal als regionaler Meister aus dieser Spielklasse hervorgegangen, war ihre Mannschaft zum richtigen Zeitpunkt für die neu gegründete Bundesliga (noch in Gruppe Nord und Süd unterteilt) qualifiziert.
Der erneute Gewinn des Niedersachsenpokals 1985 bedeutete die zweite Teilnahme ihrer Mannschaft am Wettbewerb um den nationalen Vereinspokal. Doch bereits zum Auftakt am 1. September 1985 verlor sie mit ihr das Achtelfinalspiel gegen die SSG 09 Bergisch Gladbach mit 0:1; gegen diese Mannschaft verlor sie am 21. August 1988 ebenfalls im Achtelfinale mit 0:1. Am 2. September 1989 war sie mit ihrer Mannschaft dem VfL Sindelfingen im Achtelfinale mit 1:3 unterlegen.
Am 5. Mai 1991 erreichte sie mit ihrer Mannschaft das Halbfinale und war dem späteren Pokalsieger Grün-Weiß Brauweiler mit 0:6 unterlegen. Zu dieser Zeit war sie mit ihrem Verein in der Gruppe Nord der seinerzeit zweigleisigen Bundesliga vertreten. In der Premierensaison wurde sie in acht Punktspielen eingesetzt, das erste Mal am 9. September 1990 (2. Spieltag) im torlosen Punktspiel gegen den späteren deutschen Meister TSV Siegen. Ihr erstes von zwei Saisontoren erzielte sie am 3. März 1991 bei der 1:3-Niederlage im Heimspiel gegen den KBC Duisburg.
Am 14. April 1991, im Alter von 39 Jahren, bestritt sie ihr letztes Punktspiel ihrer Spielerkarriere; es endete im heimischen Eintracht-Stadion „Kreuzheide“ gegen den 1. FC Neukölln mit 8:0.

## Erfolge
- Niedersachsenmeister 1984
- Niedersachsenpokal-Sieger 1983, 1985, 1988, 1989, 1990
- DFB-Pokal-Finalist 1984

## Anmerkung
1. ↑  Nur Bundesligastatistik 1990/91

| Personendaten    | Personendaten             |
| ---------------- | ------------------------- |
| NAME             | Schrader, Eleonore        |
| KURZBESCHREIBUNG | deutsche Fußballspielerin |
| GEBURTSDATUM     | 3. April 1952             |
| GEBURTSORT       | Deutschland               |